# Wodór
Wodór (H, łac. hydrogenium) – pierwiastek chemiczny o liczbie atomowej 1, niemetal z bloku s układu okresowego. Wodór jest najczęściej występującym pierwiastkiem chemicznym we Wszechświecie i jednym z najczęściej spotykanych pierwiastków na Ziemi. Ma najmniejszą masę atomową, wynoszącą 1,00794 u. Najczęściej występującym izotopem wodoru jest prot (1
H), którego atom ma najprostszą możliwą budowę – składa się z jednego protonu i jednego elektronu.
Wodór w formie atomowej powstał w erze rekombinacji. W warunkach standardowych, wodór gazowy występuje w formie cząsteczkowej H
2, jako bezbarwny, bezwonny, bezsmakowy, nietoksyczny, łatwopalny gaz. W wysokich temperaturach możliwe jest jego uzyskanie w formie atomowej H. Ponieważ łatwo tworzy związki chemiczne z większością niemetali, na Ziemi występuje głównie w postaci wody lub związków organicznych. Wodór odgrywa istotną rolę w reakcjach kwasowo-zasadowych, ponieważ większość tego typu reakcji wiąże się z wymianą protonów między rozpuszczalnymi cząsteczkami. W związkach jonowych wodór może mieć ładunek ujemny (anion H−
) lub dodatni (kation H+
).
Ponieważ wodór jest jedynym neutralnym atomem, dla którego równanie Schrödingera można rozwiązać analitycznie, badania energetyki i wiązań wodoru odegrały kluczową rolę w rozwoju mechaniki kwantowej.
Wodór po raz pierwszy otrzymano sztucznie na początku XVI wieku w reakcji metalu z kwasem. W latach 1766–1781 Henry Cavendish stwierdził, że wodór jest oddzielną substancją chemiczną, po spaleniu której powstaje woda. Ta właściwość zadecydowała o nazwie – w języku greckim υδρογόνο (ydrogóno) oznacza „tworzący wodę”.
Produkcja przemysłowa wodoru odbywa się głównie metodą reformingu parowego gazu ziemnego, rzadziej zaś przy użyciu bardziej energochłonnych metod, takich jak elektroliza wody. Zdecydowana większość otrzymanej w ten sposób substancji spożytkowywana jest w okolicach miejsca produkcji. Największe obszary zastosowań tak otrzymanego wodoru to przetwarzanie paliw kopalnych (np. hydrokraking) i produkcja amoniaku, głównie do zastosowania na rynku nawozowym.

## Pochodzenie i występowanie

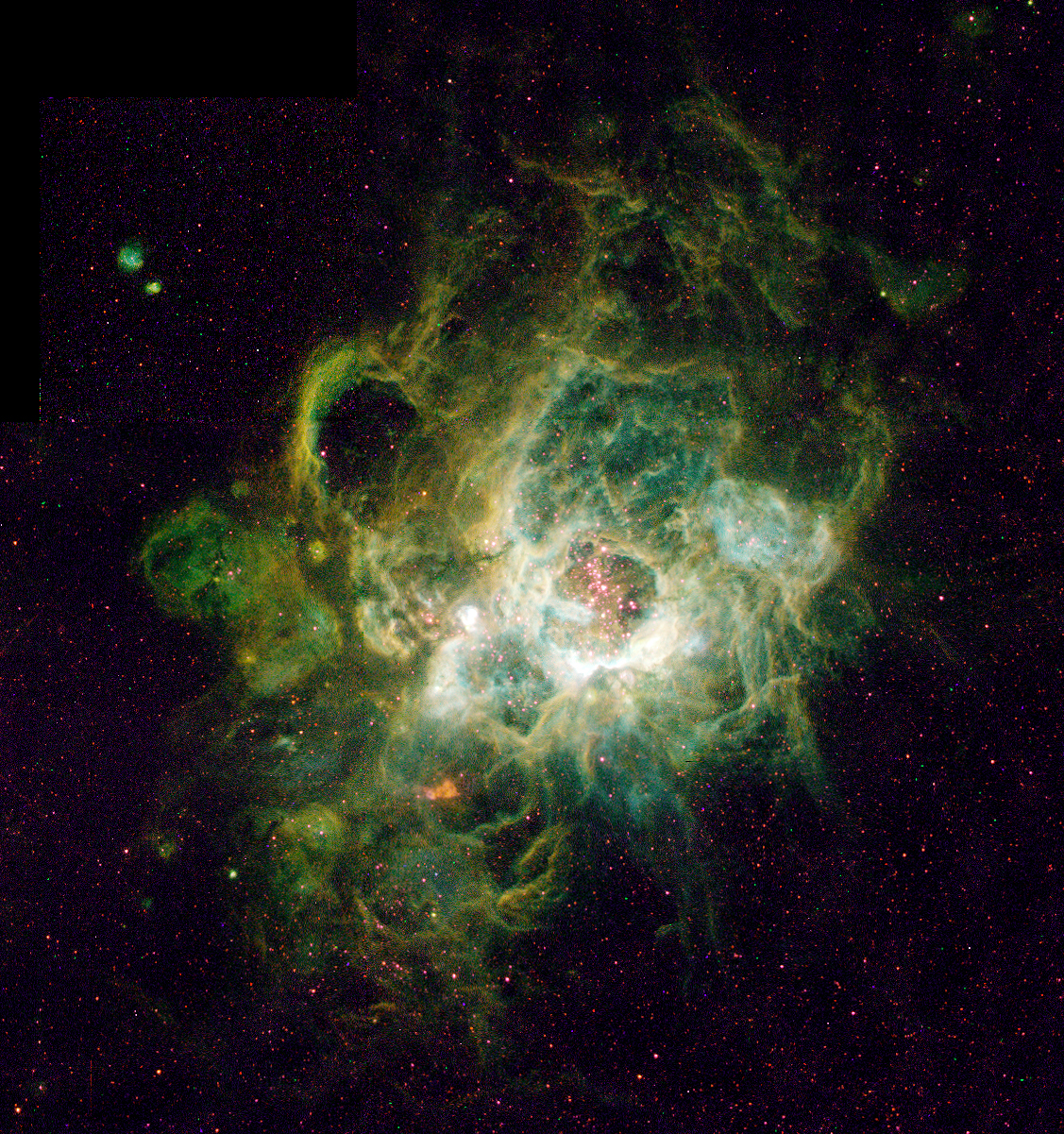
NGC 604 – olbrzymi obszar H II w Galaktyce Trójkąta

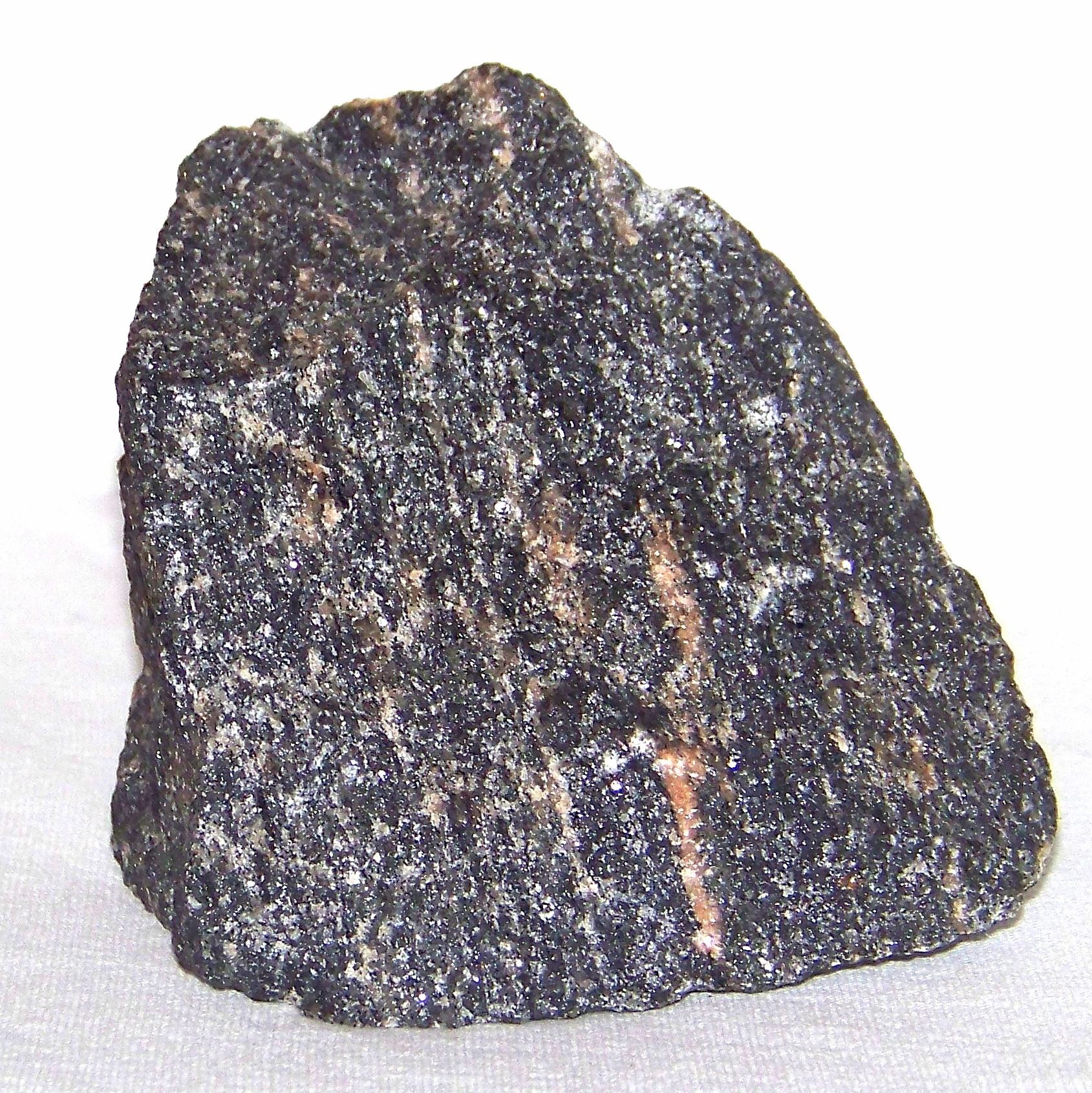
Gnejs amfibolowy, Dolny Śląsk

Stanowiąc około 75% (masowo) całości materii, wodór jest najpowszechniej występującym pierwiastkiem we Wszechświecie. Według teorii Wielkiego Wybuchu wodór powstał w bardzo wczesnym etapie rozwoju Wszechświata (wówczas powstała także większość jąder helu oraz część istniejących obecnie jąder litu i berylu). Początkowo Wszechświat wypełniało promieniowanie i cząstki o bardzo wysokiej energii (w tym z fotony, elektrony, protony, neutrony, neutrina oraz ich antycząstki). W miarę wychładzania się materii, w czasie około stu sekund od początku Wielkiego Wybuchu, temperatura spadła do miliarda stopni. W takiej temperaturze energia cząstek była zbyt mała, aby pokonać siłę międzyatomowego oddziaływania silnego, skutkiem czego doszło do łączenia się protonów i neutronów w jądra deuteru i helu (oraz w małych ilościach litu i berylu). Większość protonów pozostała niepołączona, tworząc później atomy głównego izotopu wodoru.
W dużych ilościach wodór występuje w gwiazdach (w tym w Słońcu), materii międzygwiazdowej oraz w przestrzeni międzyplanetarnej. Chmury wodorowe (mgławice wodoru cząsteczkowego H
2, zwane obszarami H II) są miejscem narodzin nowych gwiazd.

### Występowanie na Ziemi
Jest 9. pierwiastkiem pod względem rozpowszechnienia w skorupie ziemskiej, stanowiąc 0,88% jej masy. W stanie wolnym spotykany jest w niektórych gazach wulkanicznych (do ok. 30% v/v) i jako składnik gazu ziemnego (od ilości śladowych do 40% v/v). Jego niewielkie ilości można spotkać w niektórych skałach, minerałach i meteorytach. W powietrzu występuje w stężeniu do 0,5 ppm w górnych warstwach atmosfery (jego zawartość rośnie wraz z wysokością, gdyż powstaje w wyniku fotolizy wody).
W postaci związanej jest spotykany powszechnie na całej Ziemi, jako składnik wody i materii organicznej, zarówno żywej, jak i martwej, np. w złożach paliw kopalnych (gaz ziemny, ropa naftowa, węgle kopalne).

## Historia i etymologia

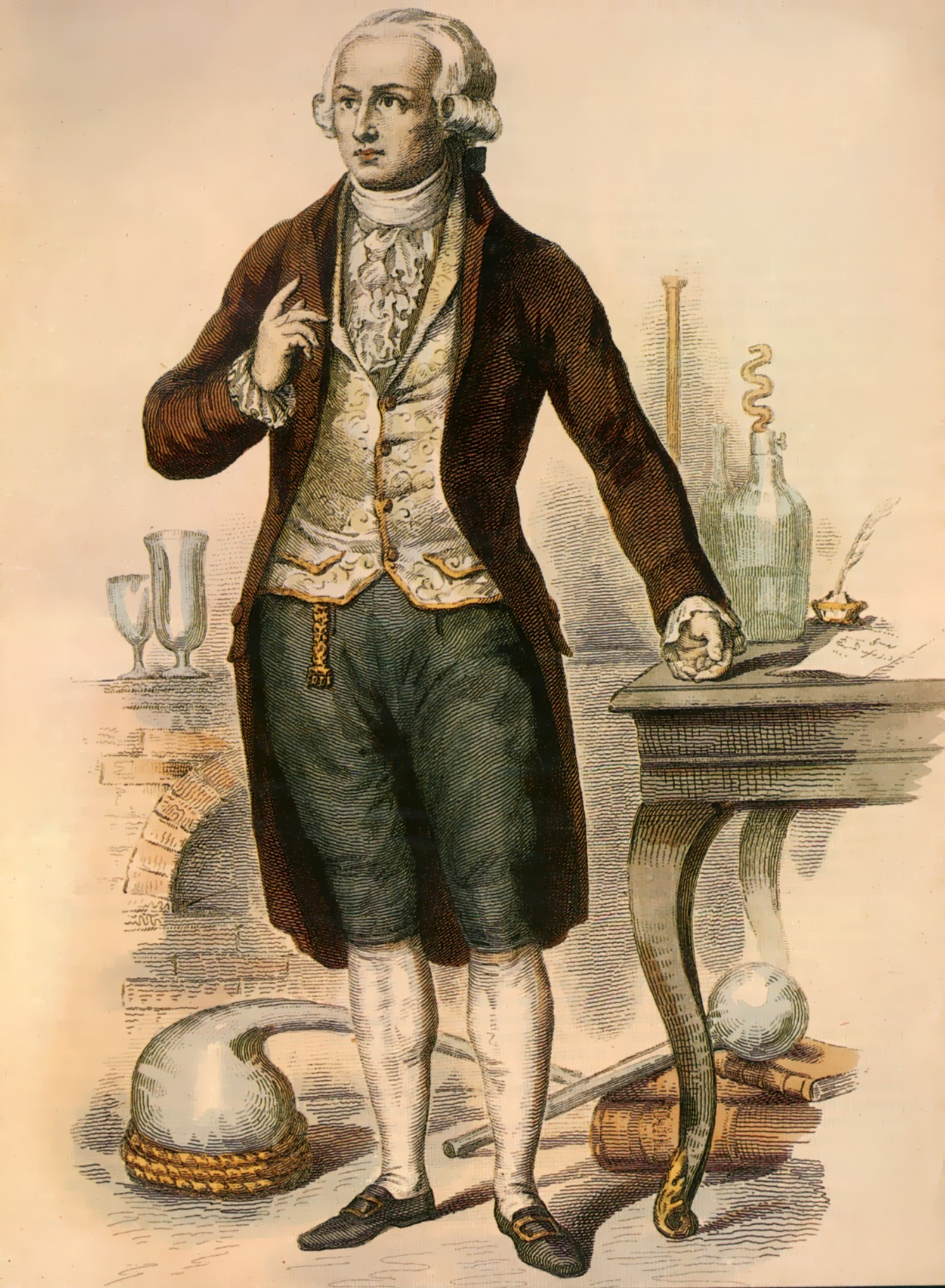
Antoine Lavoisier

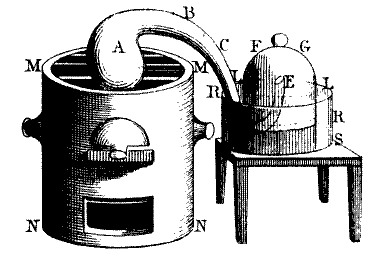
Aparat Lavoisiera do badania flogistonu (ilustracja pochodzi z Traité élémentaire de chimie)

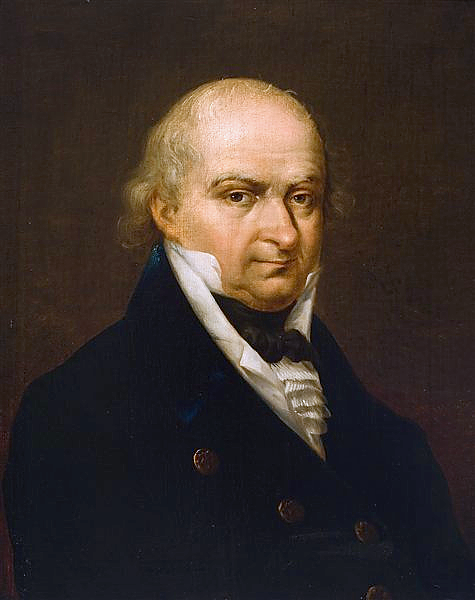
Jędrzej Śniadecki

Pierwsze obserwacje wodoru przypisuje się szwajcarskiemu alchemikowi Paracelsusowi. Wykonywał on eksperymenty polegające na wrzucaniu metali do kwasów i zbieraniu do naczyń gazowych produktów tych reakcji. W swoim dziele Archidoxa odnotował on, że powietrze powstałe w wyniku połączenia żelaza i rozcieńczonego kwasu solnego „unosi się i wybucha jak wiatr” (Lufft sich erhebt und herfür bricht gleich wie ein Wind). Niejednoznaczność opisu sprawia, że nie jest jasne, czy gazem, który zaobserwował, był rzeczywiście wodór czy powstające pęcherzyki powietrza. Reakcja metali z kwasami wciąż stanowi najprostszy sposób otrzymywania wodoru w warunkach laboratoryjnych.
W XVII wieku eksperymenty Paracelsusa powtórzył Théodore Turquet de Mayerne, który zauważył, że gaz powstały w reakcji żelaza z kwasem solnym jest łatwopalny.
W 1671 roku Robert Boyle opublikował Tracts containing new experiments touching the relation betwixt flame and air ((Nowe eksperymenty dotyczące związku pomiędzy płomieniem a powietrzem)), w którym opisał wybuchową naturę mieszanki wodoru z powietrzem, powstałej w wyniku reakcji opiłków żelaza z kwasami, nazywając ją Inflammable solution of Mars („łatwopalnym roztworem Marsa”).
Pierwszą osobą, która uznała wodór za odrębną substancję (flogiston) był Henry Cavendish. W 1766 r. zamieścił on w swoich notatkach wyniki i wnioski z badań. Substancja ta została uznana za pierwiastek dzięki badaniom Antoine’a Lavoisiera nad otrzymywaniem wody z wodoru i tlenu w 1783 r. Lavoisier nadał wodorowi nazwę hydrogenium oznaczającą „rodzący wodę”. Nazwa pochodzi z greckiego i jest połączeniem dwóch wyrazów ὕδωρ (hydōr) – „woda” oraz -γενής (genes) – „tworzący, rodzący”. Nazwa ta rozpowszechniła się w Europie i jej pochodne są używane w wielu językach. Przykładem jest angielskie słowo „hydrogen” lub francuskie „Hydrogène”.
Lavoisier prowadził badania nad zachowaniem masy. Odparowując i skraplając wodę w układzie zamkniętym, próbował udowodnić, że masa wody pozostaje stała. Po skropleniu okazywało się jednak, że masa była mniejsza. Powodem była reakcja wody z żelazem (z którego wykonany był aparat) w wysokiej temperaturze, w wyniku której powstawał wodór:
Fe + H
2O → FeO + H
2
2Fe + 3H
2O → Fe
2O
3 + 3H
2
3Fe + 4H
2O → Fe
3O
4 + 4H
2
Lavoisier obalił teorię flogistonu i udowadnił, że woda jest produktem spalania wodoru. Popularyzatorami teorii Lavoisiera na ziemiach polskich byli przede wszystkim bracia Jan i Jędrzej Śniadeccy. Jan zetknął się z teoriami Lavoisiera w 1780 roku w Paryżu. Jędrzej w 1800 roku wydał podręcznik do chemii, w którym po raz pierwszy użył nazwy „wodoród”, zastępując nią łacińską nazwę „hydrogenium”.

Daiémy piérwiastkowi, o którym mowa, nazwisko wodo-rodu (hydrogenium), ponieważ iest częścią składaiącą wody; i z niéy go nayczęściéy otrzymuiémy (...) Dawniéysi Autorowie nazywali gaz wodorodny powiétrzem palnym (aér inflammabilis), gaz alebowiém tén ieżeli się przy wolnym przystępie powiétrza zetknie z ciałami palącémi się, zapala się i płonie lekkim blado-różowém płomieniem (...) Lekkość tégo gazu tak iest znaczná, iż podług Kirwana, ciężar iégo tak się ma do ciężaru powiétrza atmosfery=84:1000, a zatém że dwanaście razy blisko od tegoż powiétrza iest lżeyszy (...) Naymocnéyszé detonacyé zdarzaią się zmieszawszy część iednę gazu kwasorodnégo, z dwoma wodorodnégo, dla czégo mieszaninę tę nazwano powietrzem huczącém (Knalluft).

Z biegiem czasu została skrócona do nazwy wodór, którą zaproponował Filip Walter, co zatwierdziła krakowska Akademia Umiejętności na posiedzeniu w 1900 roku. W oparciu o sprawozdanie z tego posiedzenia redakcja „Chemika Polskiego” opublikowała w 1902 roku Słowniczek Chemiczny, w którym podała nazwę „wodór”.
Odkrycie Lavoisiera spowodowało, że różne ośrodki naukowe zajęły się badaniem właściwości wodoru. W Polsce badaniem wodoru zajmowali się m.in. Zygmunt Wróblewski i Karol Olszewski z Uniwersytetu Jagiellońskiego. W 1884 roku przeprowadzili oni nieudaną próbę skroplenia wodoru (udało im się uzyskać jedynie mgłę). Pod koniec życia Zygmunt Wróblewski przeprowadził eksperymenty, wyznaczając w 1885 roku stałe krytyczne wodoru. Potwierdził je eksperymentalnie Karol Olszewski w 1906 roku.
W 1898 roku szkocki chemik James Dewar skroplił wodór, wykorzystując skonstruowaną przez siebie kolbę próżniową. Rok później udało mu się uzyskać wodór w postaci stałej. Deuter został odkryty przez Harolda Ureya w 1931 roku, a trzy lata później, w 1934 roku, Ernest Rutherford, Mark Oliphant i Paul Harteck odkryli tryt.

## Zastosowanie

### Przemysł chemiczny
Wodór znajduje szerokie zastosowanie w przemyśle chemicznym oraz petrochemicznym. Wykorzystywany jest głównie w procesach redukcji i uwodornienia. Przykładami procesów, w których stosowany jest wodór są:
- synteza amoniaku, który następnie wykorzystywany jest w produkcji nawozów sztucznych (na bazie azotanu amonu lub mocznika)[45]. Synteza przebiega według ogólnej reakcji:

N
2 + 3H
2  ⇄  2NH
3
- hydrorafinacja – katalityczny proces chemiczny stosowany w przemyśle rafineryjnym w celu obniżenia zawartości związków siarki, azotu i tlenu oraz wysycenia wiązań podwójnych w produktach i półproduktach przeróbki ropy naftowej oraz jej pozostałościach destylacyjnych, a także w przemyśle koksochemicznym.

- hydrokraking – grupa procesów technologicznych stosowanych w celu przerobu ciężkich frakcji ropy naftowej na benzynę i oleje.

- reforming – proces katalitycznego przetwarzania wstępnie hydrorafinowanych frakcji benzynowych i lekkich frakcji naftowych w obecności wodoru w celu podwyższenia ich liczby oktanowej.

- synteza metanolu – proces, w którym cząsteczki wodoru reagują z cząsteczkami tlenku węgla, dając metanol[44]. Ponieważ pośród reagentów występuje również dwutlenek węgla, konieczny do podtrzymania aktywności katalizatora, zachodzące reakcje można zapisać:

CO + 2H
2  ⇄  CH
3OH
CO
2 + 3H
2  ⇄  CH
3OH + H
2O
- uwodornienie benzenu do cykloheksanu, który jest wykorzystywany w produkcji nylonu[44].

- hydroformylowanie(inne języki) – proces OXO, służący do przemysłowego otrzymywania aldehydów w wyniku reakcji alkenów z gazem syntezowym. Otrzymane aldehydy są w kolejnym etapie najczęściej przetwarzane do alkoholi.

RCH=CH
2 + CO + H
2 → RCH
2CH
2CHO
- produkcja aniliny poprzez uwodornienie nitrobenzenu (w obecności katalizatora, np. SnCl
2):

### Przemysł spożywczy
Wodór znajduje się na liście substancji dopuszczonych do stosowania w przemyśle spożywczym i jest oznaczony symbolem E-949.. Zgodnie z europejskimi dyrektywami 2010/67/UE z dnia 20 października 2010 r. oraz 2008/84/WE z dnia 27 sierpnia 2008 r., określającymi czystość substancji chemicznych stosowanych w przemyśle spożywczym, wodór nie może zawierać więcej niż 0,005% obj. wody, 0,001% obj. tlenu oraz 0,07% obj. azotu.
Głównym zastosowaniem wodoru w przemyśle spożywczym jest proces utwardzania (uwodornienia) wielonienasyconych tłuszczów roślinnych, w wyniku którego powstaje margaryna. W procesie tym podwójne i potrójne wiązania zostają rozerwane, a wolne wiązania przyłączają pojedyncze atomy wodorowe.
Przykładami takich procesów są np. metoda Normanna lub metoda Wilbuszewicza. Polegają one na traktowaniu płynnego oleju wodorem w obecności katalizatora (którymi są najczęściej nikiel, platyna, miedź lub pallad). Prowadzi to do przyłączenia atomów wodoru do wiązań podwójnych i potrójnych, dając w rezultacie stałe oleje nasycone (np. margarynę).
Wodoru używa się również do syntezy sorbitolu – substancji słodzącej o symbolu E-420:

### Przemysł metalurgiczny
W przemyśle metalurgicznym wodór używany jest do redukcji rudy żelaza w mieszaninie z tlenkiem węgla, który jest źródłem węgla potrzebnym do produkcji stali z surowego żelaza. Przykładami reakcji redukcji rud żelaza są:
3Fe
2O
3 + H
2  ⇄  2Fe
3O
4 + H
2O
Fe
3O
4 + H
2  ⇄  3FeO + H
2O
FeO + H
2  ⇄  Fe + H
2O

### Aeronautyka

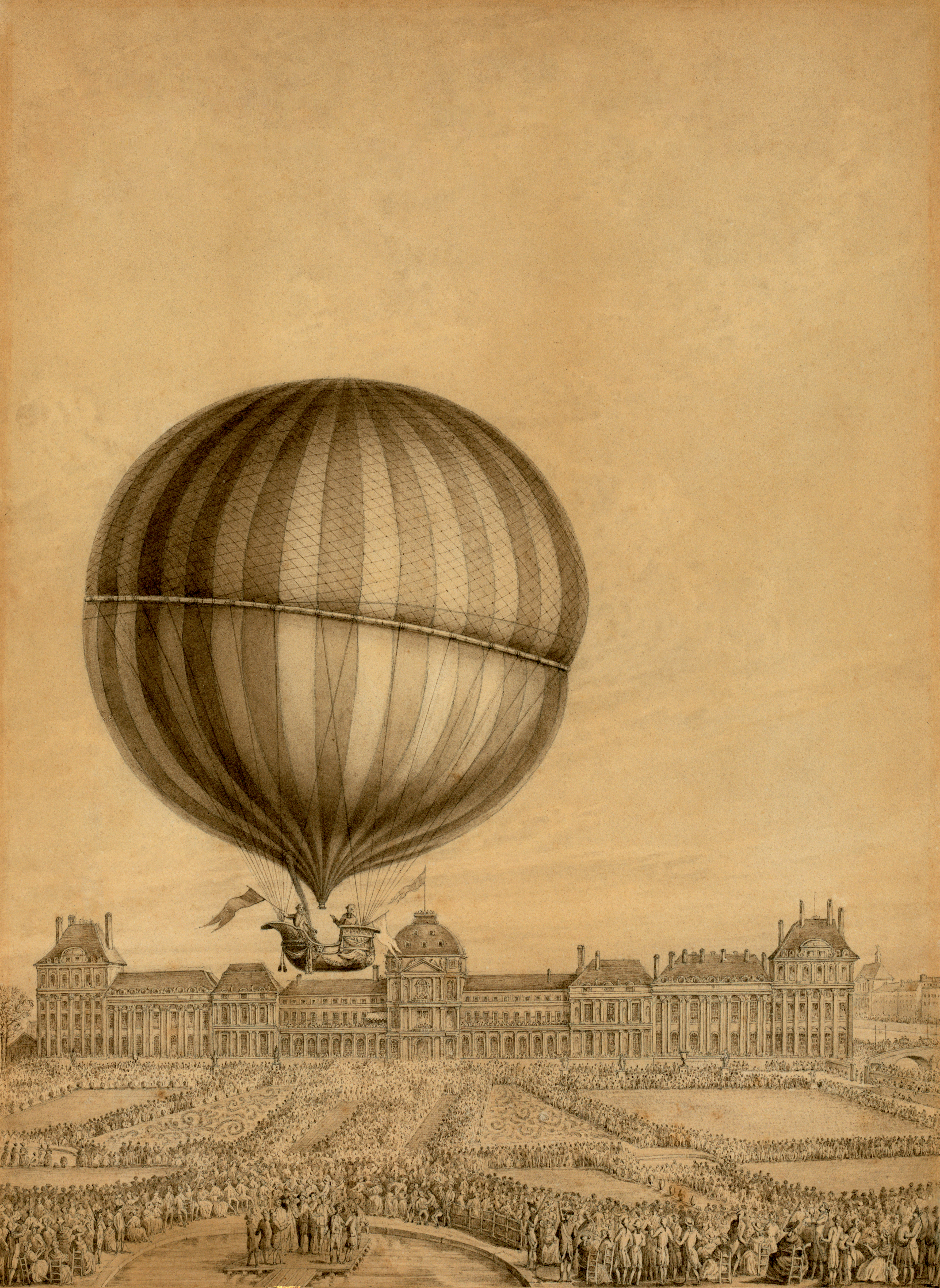
Lot Jacques’a Charles’a i Nicolasa-Luisa Roberta

Pierwszy balon wypełniony wodorem został skonstruowany w 1783 roku przez francuskiego konstruktora Jacques’a Charles’a. Pierwszy lot odbył się 26 lub 27 sierpnia 1783 roku. Balon miał objętość około 35 metrów sześciennych i udźwig mniej więcej 9 kg. Wodór był wytwarzany w dużej beczce, w której umieszczono 540 kg żelaznego złomu i poddano reakcji z 270 kg kwasu siarkowego – w takiej skali wodór został otrzymany po raz pierwszy, wcześniej otrzymywano tylko niewielkie jego ilości. Wytworzony gaz był transportowany do balonu za pomocą ołowianych rur, a jego napełnianie trwało 4 dni. Ponieważ nośność była zbyt mała do zabrania osoby, przygotowano drugi lot, tym razem w balonie o objętości 380 m³. Start pierwszego lotu balonu wypełnionego wodorem z osobami w gondoli odbył się 1 grudnia 1783 roku w ogrodach Tuileries, dzielnicy Paryża i zgromadził około 400 tys. oglądających. Balon pokonał w ciągu 2 h około 36 km, następnie wylądował, jeden z pasażerów opuścił pokład i wtedy Jacques Charles samodzielnie wzbił się nim na wysokość blisko 10 tysięcy stóp (3 km).
Pierwszą udokumentowaną ofiarą eksplozji balonu wypełnionego wodorem był Pilâtre de Rozier, który 15 czerwca 1785 próbował przelecieć nad Kanałem La Manche.

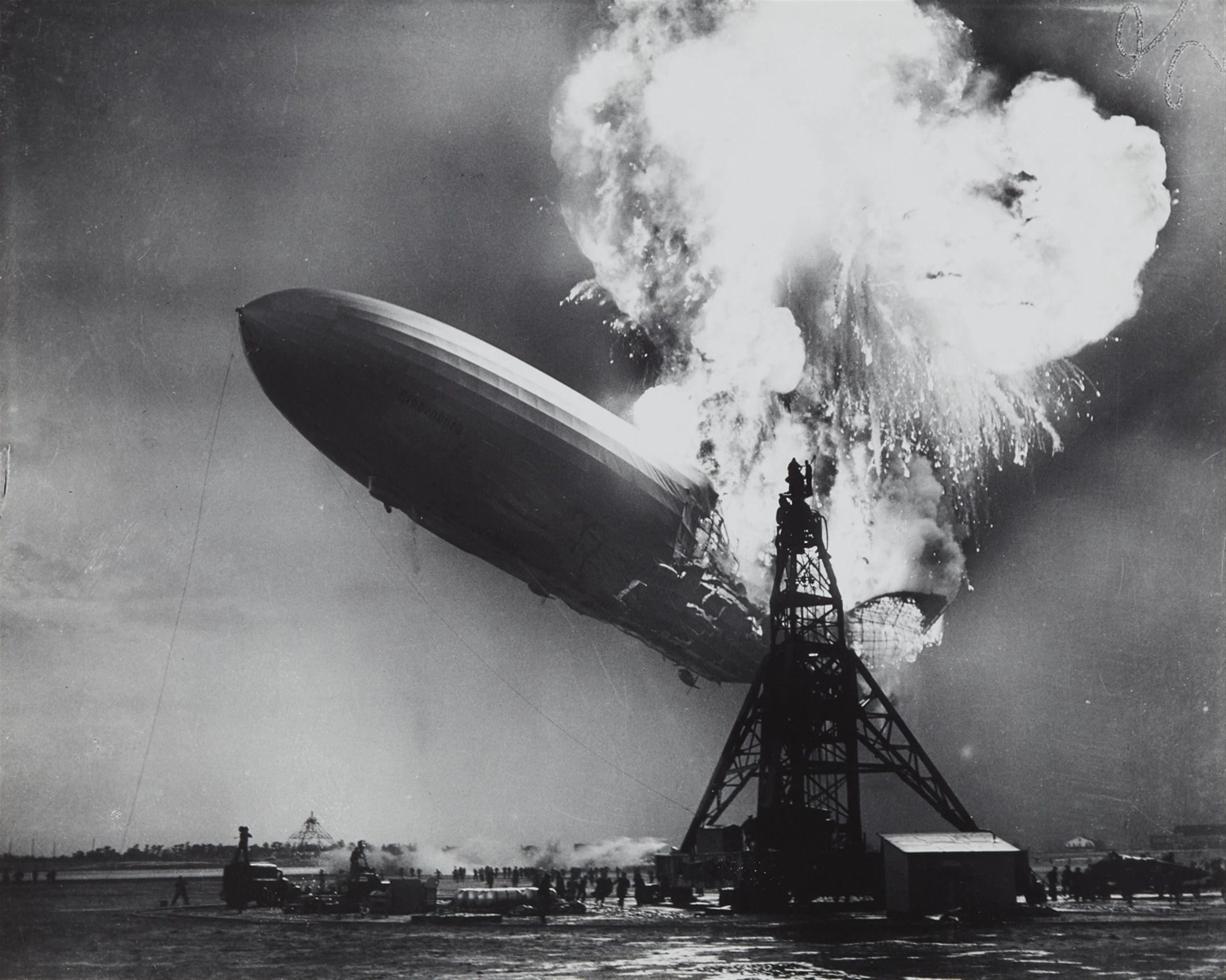
Katastrofa Hindenburga

Wypadki z udziałem statków powietrznych unoszonych wodorem sprawiły, że zaczęto opracowywać konstrukcje unoszone helem, ponieważ wodór uznano za zbyt niebezpieczny. Helu użyto również przy projektowaniu sterowca Hindenburg, który zdecydowano napełnić wodorem, gdyż w 1927 roku rząd amerykański zabronił eksportu helu (Helium Control Act), odcinając niemieckich konstruktorów od jedynego jego źródła. Hindenburg eksplodował 6 maja 1937, podchodząc do lądowania w Lakehurst, w stanie New Jersey. Jest wiele teorii dotyczących powodu eksplozji. Najbardziej prawdopodobna jest iskra elektrostatyczna, od której zapalił się wyciekający wodór. Katastrofa Hindenburga wyznacza koniec ery statków powietrznych unoszonych wodorem.

### Paliwo

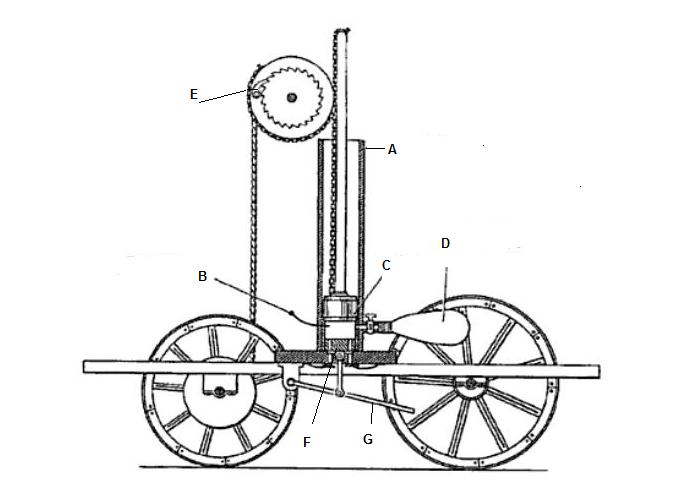
Pojazd de Rivaza

Wodór, ze względu na właściwości fizyko-chemiczne, świetnie nadaje się na paliwo. Ma najwyższą z paliw, w odniesieniu do masy, wartość opałową (120 MJ/kg) i ciepło spalania (141,9 MJ/kg). Bardzo mała gęstość jednak sprawia, że słabo wypada na tle innych paliw w odniesieniu do objętości. Jest gazem niebezpiecznym z powodu palności (w mieszaninie z powietrzem) oraz niskiej energii zapłonu.
Jako paliwo konwencjonalne stosowany jest głównie w rakietach. W przemyśle samochodowym dominują silniki oparte na ogniwach paliwowych.
Termin „ekonomia wodoru”, który odnosi się do ekonomicznych aspektów stosowania wodoru jako źródła energii, został po raz pierwszy użyty podczas dyskusji w General Motors w 1970 roku, a został spopularyzowany na przełomie XX i XXI wieku, gdy prace nad wykorzystaniem wodoru jako źródła energii przybrały na sile w celu ograniczenia emisji dwutlenku węgla. Do działań tych państwa zobowiązały się na konferencji w Kioto w 1997 roku.

### Chłodziwo
Wodór może być również wykorzystywany jako medium chłodzące. Wykorzystuje się go szczególnie tam, gdzie konieczne jest ochładzanie gazem. Sprzyjają temu bardzo mała gęstość i nawet przy dużych prędkościach laminarny przepływ. Ponadto ma wysoki współczynnik przewodzenia (co powoduje, że szybciej odbiera ciepło) oraz ciepło właściwe (skutkiem czego jest duża ilość ciepła, jaką może zakumulować). Przykładem zastosowania wodoru w tym charakterze są turbogeneratory stosowane w elektrowniach, choć we współczesnych konstrukcjach najczęściej stosuje się chłodzenie powietrzne pośrednie w obiegu zamkniętym. Popularne jest również stosowanie bezpośredniego chłodzenia wodorowego uzwojeń wirnika i pośrednie chłodzenie wodorowe uzwojeń stojana.
Ze względu na bardzo niską temperaturę skraplania, stosowalność tego typu rozwiązań nie ogranicza się do przedziałów temperaturowych spotykanych zwykle w przemyśle. Możliwe jest również chłodzenie wodorem w bardzo niskich temperaturach, gdzie obniżenie temperatury jest możliwe jedynie dzięki rozprężaniu gazów.

### Zastosowanie cięższych izotopów wodoru
Izotop wodoru – tryt – wykorzystywany jest w badaniach reakcji termojądrowych, które mogą potencjalnie stanowić źródło taniej i czystej energii. Inny jego izotop – deuter – wykorzystywany jest jako spowalniacz (moderator) w reaktorach atomowych neutronów. Związki zawierające deuter są wykorzystywane do przygotowania próbek NMR ze względu na właściwości fizykochemiczne tego atomu.

## Formy wodoru

### Wodór atomowy
Wodór atomowy tworzą pojedyncze atomy, w przeciwieństwie do wodoru cząsteczkowego. Wodór atomowy jest nietrwały i szybko łączy się z drugim atomem wodoru, tworząc cząsteczkę H
2, wodór cząsteczkowy (molekularny). Wodór atomowy powstaje w wyniku dysocjacji wodoru cząsteczkowego w wysokiej temperaturze i jest znacznie bardziej aktywny chemicznie, niż wodór molekularny.
Wodór atomowy powszechnie występuje w przestrzeni międzygwiazdowej.

### Wodór cząsteczkowy
Wodór cząsteczkowy (wodór dwuatomowy, wodór molekularny) (H
2) jest najprostszą dwuatomowa cząsteczką homoatomową. Składa się z dwóch atomów wodoru połączonych wiązaniem kowalencyjnym o długości 74,14 pm (0,7414 Å) i o energii dysocjacji 435,88 kJ/mol (25 °C).
Na Ziemi wodór w postaci cząsteczkowej występuje w atmosferze – przy powierzchni w ilościach śladowych (ok. 0,5 ppm obj.), natomiast w wysokich, bardzo rozrzedzonych warstwach jest składnikiem dominującym.

#### Ortowodór i parawodór
Jak wszystkie dwuatomowe cząsteczki homojądrowe o niezerowym spinie jąder, wodór występuje w dwóch odmianach spinowych o nieco innych właściwościach fizycznych (np. o różnym cieple właściwym) znanych jako ortowodór i parawodór. Różnią się one wzajemną orientacją spinów protonów. W ortowodorze spiny skierowane są zgodnie, w parawodorze zaś – przeciwnie. Naturalny wodór molekularny w temperaturze pokojowej i wyższej stanowi mieszaninę obu odmian (ok. 75% ortowodoru i 25% parawodoru, czyli w stosunku 3:1), natomiast w temperaturze obniżonej udział parawodoru wzrasta, osiągając 99,8% w temperaturze −253 °C. Podobnie zachowuje się orto- i paratryt, natomiast dla orto- i paradeuteru sytuacja jest odwrotna.
Przemiana ortowodoru w parawodór jest egzotermiczna, lecz wymaga udziału zabronionego przejścia tryplet-singlet. W normalnych warunkach jest ona wolna i poniżej temperatury 500 °C układ o:p = 3:1 jest stanem metastabilnym. Proces jest katalizowany przez substancje paramagnetyczne.

### Wodór metaliczny
Wodór staje się metalem pod ciśnieniem 495 gigapaskali, w temperaturze 5,5 kelwina. Stan ten wykazuje dobre przewodnictwo elektryczne i inne właściwości metaliczne.

## Kation wodorowy
Kation wodorowy H+

Porównanie wielkości jądra atomu wodoru (protonu) i jego średnicy van der Waalsa

 jest w istocie protonem. W stanie wolnym występuje w próżni, plazmie i górnych warstwach atmosfery ziemskiej (promienie UV jonizują atomy wodoru). W roztworach wodnych kation ten ulega silnej hydratacji:
H+
 + H
2O → H
3O+

Kation hydroniowy (hydroksoniowy) H
3O+
 istnieje w niektórych związkach w warunkach bezwodnych. W roztworze wodnym grupa ta jest dalej hydratowana przez kolejne cząsteczki wody. Wśród modeli solwatacji H
3O+
 wyróżnić można kation Zundela H
5O+
2 i kation Eigena H
9O+
4. Pomiary kriometryczne wskazują, że hydratowany jon ma przeciętnie wielkość odpowiadającą [H
3O(H
2O)
6]+
.

## Serie widmowe
Wodór ma charakterystyczne serie widmowe:
1. seria Lymana
2. seria Balmera
3. seria Paschena
4. seria Bracketta
5. seria Pfunda
6. seria Humphreysa

## Otrzymywanie
Na skalę przemysłową wodór otrzymuje się:
- Poprzez konwersję realizowaną podczas przepuszczania alkanu nad parą wodną, np. metanu:

CxH
2y + 2xH
2O → (2x+y)H
2 + xCO
2
CH
4 + 2H
2O → 4H
2 + CO
2
- Przez reakcję pary wodnej z koksem w reakcji Boscha:

C + H
2O → CO + H
2
- Termiczny rozpad CH
4:

2CH
4 _2000 °C_͕ C
2H
2 + 3H
2
- Reakcje metanu z tlenem:

2CH
4 + O
2 → 2CO + 4H
2
W laboratorium można go otrzymać przez:
- Elektrolizę wodnego roztworu soli lub wodorotlenku metalu alkalicznego bądź wody:

2H
2O → 2H
2 + O
2
- Reakcję metalu z kwasem:

np. Zn + 2HCl → ZnCl
2 + H
2↑
- Spalanie magnezu w parze wodnej:

Mg + H
2O → MgO + H
2↑
- Reakcję metalu amfoterycznego z roztworem zasady:

np. 2Al + 2NaOH + 6H
2O → 2Na[Al(OH)
4] + 3H
2↑
- Reakcję otrzymywania wodorotlenku dobrze rozpuszczającego się w wodzie przez połączenie metalu aktywnego z wodą:

np. 2K + 2H
2O → 2H
2O−KOH + H
2↑
Reakcje roztwarzania metali dogodnie jest wykonywać w aparacie Kippa.

### Nomenklatura oznaczeń barwnych
Ze względu na sposób otrzymywania wodoru, przyjęło się stosowanie wobec niego oznaczeń barwnych:
- szary – otrzymywany w procesie produkcji wykorzystującym paliwa kopalne (gaz ziemny, węgiel, niektóre frakcje odpadowe przerobu ropy naftowej)[69], np. procesy reformingu parowego metanu lub technologie zgazowania węgla[68],
  - czarny – otrzymywany z węgla kamiennego[69],
  - brązowy – otrzymywany z węgla brunatnego[69],
- niebieski – otrzymywany w procesie produkcji wykorzystującym paliwa kopalne wykorzystujących technologie wychwytywania CO2 (CCS oraz CCU)[69]
- turkusowy – otrzymywany w procesie pirolizy gazu ziemnego[69] lub w procesie przetwarzania odpadowych tworzyw sztucznych[68] dzięki eneregii cieplnej uzyskiwanej z prądu elektrycznego[69],
- zielony – otrzymywany w procesie elektrolizy wody wykorzystującym energię ze źródła nieobarczonego emisją CO2[68],
  - żółty – otrzymywany z wykorzystaniem bezpośrednio energii słonecznej i aktywnych fotochemicznych heterostruktur mikrocząsteczek[68],
- różowy, purpurowy, czerwony lub fioletowy[69] – otrzymywany w procesie produkcji wykorzystującym paliwo jądrowe[68],
- biały – otrzymywany z geologicznych źródeł naturalnych[70].

## Izotopy wodoru
Znane są 3 naturalnie występujące izotopy wodoru:
- prot (wodór 1
H)

W skład jądra wchodzi jeden proton. Nie zawiera neutronów. Jest izotopem stabilnym. Stanowi 99,985% wodoru występującego na Ziemi.
- deuter (2
H lub D)

W skład jądra wchodzi jeden proton i jeden neutron. Jest izotopem stabilnym. Stanowi 0,015% wodoru ziemskiego. Mając dwukrotnie większą masę od protu, różni się od niego znacząco właściwościami fizycznymi i chemicznymi (silny efekt izotopowy).
- tryt (3
H lub T)

W skład jądra wchodzi jeden proton i dwa neutrony. Jest izotopem niestabilnym o czasie połowicznego rozpadu wynoszącym ok. 12 lat. Na Ziemi występuje w ilościach śladowych. Ulega rozpadowi β− z powstaniem helu-3:
31H → 32He + e−
 + νe
Sztucznie wytworzono cięższe izotopy wodoru, zawierające 3–6 neutronów. Wszystkie one są bardzo nietrwałe, ich czas połowicznego rozpadu jest rzędu 10−22 – 10−23 s.

## Związki wodoru
- wodorki
- tlenki wodoru
- wodorotlenki
- kwasy (poza kwasami Lewisa)
- prawie wszystkie związki organiczne